# Jiří Pavlenka
Jiří Pavlenka, född 14 april 1992, är en tjeckisk fotbollsmålvakt som spelar för Werder Bremen.

## Klubbkarriär
I januari 2016 värvades Pavlenka av Slavia Prag från Baník Ostrava. Han vann Synot liga 2016/2017 med Slavia Prag.
I juni 2017 värvades Pavlenka av tyska Werder Bremen. Under sin debutsäsong spelade han 34 matcher i Bundesliga och fyra matcher i DFB-Pokal.

## Landslagskarriär
Pavlenka debuterade för Tjeckiens landslag den 15 november 2016 i en 1–1-match mot Danmark, där han blev inbytt i halvlek mot Tomáš Koubek.